# Temporada da NFL de 1947
A Temporada de 1947 da NFL foi a 28ª temporada regular da National Football League. Nesta temporada, a quantidade de partidas a serem disputadas pelas equipes na temporada regular foi alterada de onze para doze, número que permaneceu intacto até a Temporada da NFL de 1960. 
Por conta do empate de recordes entre o Philadelphia Eagles e Pittsburgh Steelers na Eastern Division, foi necessária uma partida de playoffs entre estas equipes para definir quem enfretaria o já classificado Chicago Cardinals na Western Division da NFL. A partida, disputada no Forbes Field para 35,729 espectadores, terminou com a vitória do Eagles por 28 a 0. Classificado, o Philadelphia Eagles enfrentou o Chicago Cardinals fora de casa, no Comiskey Park em Chicago, Illinois para 30,759 espectadores e acabou sendo derrotado por 28 a 21, consagrando o Chicago Cardinals, campeões do championship game da NFL de 1947.

## Draft
O Draft para aquela temporada foi realizado pelo teceiro ano consecutivo no Hotel Commodore em Nova Iorque, em 16 de Dezembro de 1946. E, com a primeira escolha, o Chicago Bears selecionou o halfback, Bob Fenimore da Universidade Estadual de Oklahoma.

## Classificação Final
Assim ficou a classificação da final da National Football League em 1947.
P = Nº de Partidas, V = Vitórias, D = Derrotas, E = Empates, PCT = Porcentagem de vitória, DIV = Recorde de partidas da própria divisão, PF = Pontos a favor, PA = Pontos contra
| Eastern Division    |   |   |   |      |       |     |     |
| Time                | V | D | E | PCT  | DIV   | PF  | PC  |
| Philadelphia Eagles | 8 | 4 | 0 | .667 | 6-2   | 308 | 242 |
| Pittsburgh Steelers | 8 | 4 | 0 | .667 | 6-2   | 240 | 259 |
| Boston Yanks        | 4 | 7 | 1 | .364 | 3-5   | 168 | 256 |
| Washington Redskins | 4 | 8 | 0 | .333 | 3-5   | 295 | 367 |
| New York Giants     | 2 | 8 | 2 | .200 | 1-6-1 | 190 | 309 |

| Western Division  |   |   |   |      |     |     |     |
| Time              | V | D | E | PCT  | DIV | PF  | PC  |
| Chicago Cardinals | 9 | 3 | 0 | .750 | 7-1 | 306 | 231 |
| Chicago Bears     | 8 | 4 | 0 | .667 | 4-4 | 363 | 241 |
| Green Bay Packers | 6 | 5 | 1 | .545 | 5-3 | 274 | 210 |
| Los Angeles Rams  | 6 | 6 | 0 | .500 | 4-4 | 259 | 214 |
| Detroit Lions     | 3 | 9 | 0 | .250 | 0–8 | 231 | 305 |

## Playoffs
A partida de final de divisão, para definir o empate de recordes entre Philadelphia Eagles e Pittsburgh Steelers, na Western Division, foi realizada no Forbes Field para 35,729 espectadores e terminou com a vitória do Eagles por 28 a 0.
Já o NFL Championship Game (jogo do título), foi vencido pelo Chicago Cardinals sobre o Philadelphia Eagles, por 28 a 21 em 28 de Dezembro de 197 Comiskey Park em Chicago, Illinois para 30,759 espectadores.

## Líderes em estatísticas da Liga
| Estatística                                 | Nome             | Equipe              | Total |
| ------------------------------------------- | ---------------- | ------------------- | ----- |
| Passando                                    |                  |                     |       |
| Jardas de Passe                             | Sammy Baugh      | Washington Redskins | 2938  |
| Passes para TD                              | Sammy Baugh      | Washington Redskins | 25    |
| % de Passes Completos                       | Sammy Baugh      | Washington Redskins | .593  |
| Correndo                                    |                  |                     |       |
| Jardas Corridas                             | Steve Van Buren  | Philadelphia Eagles | 1008  |
| Corridas para TD                            | Steve Van Buren  | Philadelphia Eagles | 13    |
| Recebendo                                   |                  |                     |       |
| Jardas Recebidas                            | Mal Kutner       | Chicago Cardinals   | 944   |
| Nº de Recepções                             | Jim Keane        | Chicago Bears       | 64    |
| Recepções para TD                           | Ken Kavanaugh    | Chicago Bears       | 13    |
| Defesa                                      |                  |                     |       |
| Interceptações                              | Frank Reagan     | New York Giants     | 10    |
| Interceptações                              | Frank Seno       | Boston Yankes       | 10    |
| Times Especiais                             |                  |                     |       |
| Média de Punt                               | George Gulyanics | Chicago Bears       | 44.8  |
| Números coletados do Pro Football Reference |                  |                     |       |

## Troca de Treinadores
- Boston Yanks: Herb Kopf foi substituído por Maurice J. "Clipper" Smith[12].
- Los Angeles Rams: Adam Walsh foi substituído por Bob Snyder[13].

## Biografia
- NFL Record and Fact Book (ISBN 1-932994-36-X)
- NFL History 1931–1940 (Last accessed December 4, 2005)
- Total Football: The Official Encyclopedia of the National Football League (ISBN 0-06-270174-6)